# Kilocore
A Kilocore egy nagy teljesítményű, kis fogyasztású többmagos mikroprocesszor, ami maximális kiépítésében 1025 magot tartalmaz. A Rapport Inc. (2001–2009) és IBM közösen tervezte, első, 256 magos változatát a 2006-os CES rendezvényen mutatták be. A Rapport egy kaliforniai gyártókapacitás nélküli (fabless), 2001-ben alapított és 2009-ben megszűnt félvezetőgyártó cég volt. A Kilocore technológiája a Carnegie Mellon Egyetem 7 éves kutatásán és fejlesztésén alapult, melyet a Rapport licencelt.
A Kilocore egyetlen PowerPC feldolgozó magot tartalmaz, és 1024 darab 125 MHz-en futó nyolcbites feldolgozóelemet (Processing Element, PE), amelyek dinamikusan konfigurálhatók/programozhatók, megosztott „szövet” típusú összeköttetéssel összekapcsolva. Az eszköz nagy teljesítményű párhuzamos feldolgozást tesz lehetővé.
A Rapport első forgalomba hozott terméke a KC256 jelű processzor volt, ami 256 darab 8 bites feldolgozóelemet tartalmazott. A KC256-ot 2006-ban kezdték szállítani. Ebben az elemek 16 „sávban” vannak elhelyezve, minden sáv 16 feldolgozóelemet tartalmaz, és mindegyik sáv egy külön feladathoz rendelhető. A KC256-ot a cég az IBM-mel közösen tesztelte. A processzor maximális effektív teljesítménye 32 milliárd művelet másodpercenként.
Az „ezer magos” termékek a tervek szerint a KC1024 és a KC1025 lettek volna, megjelenésüket 2008-ra tervezték. Mindkét változat 1024 darab 8 bites feldolgozóelemet tartalmaz, 32 × 32 sáv/elem konfigurációban. A KC1025 egy PowerPC CPU-val rendelkezik, míg a KC1024 csak feldolgozóelemeket tartalmaz.
Az IBM szerint a Kilocore1025 lehetővé teszi „az élő és nagy felbontású videók streamelését kis fogyasztású mobil eszközökön, a létező processzorok sebességének 5–10-szeresével.”
Annak ellenére, hogy 2008-ban a cég 18,5 millió dolláros tőkeemelést kapott, a vállalat feloszlott a Kilocore piacra kerülése előtt.

## KiloCore, UC Davis
2016-ban megjelent egy másik KiloCore nevű processzor, a Kaliforniai Davis Egyetem kutatási projektjének keretében elkészült kialakítás. Ez valóban 1000 db. magot tartalmaz. A magok 16 bitesek, egymástól függetlenül maximum 1,78 GHz órajelen működhetnek és egyenként lekapcsolhatók, ha nincs rajtuk terhelés. A processzor összesített teljesítménye 115 milliárd utasítás másodpercenként, fogyasztása 0,7 watt. A lapka 621 millió tranzisztort tartalmaz, 32 nm-es CMOS technológiával készült az IBM gyártósorán.

## Fordítás
Ez a szócikk részben vagy egészben  a   Kilocore című angol Wikipédia-szócikk ezen változatának fordításán alapul.  Az eredeti cikk szerkesztőit annak laptörténete sorolja fel. Ez a jelzés csupán a megfogalmazás eredetét és a szerzői jogokat jelzi, nem szolgál a cikkben szereplő információk forrásmegjelöléseként.